# 安徽武备学堂
安徽武备学堂是清末安徽省政府创办的军事学校。

## 历史
1898年（光绪二十四年）八月，安徽巡抚邓华熙上奏请在省会安庆开办武备学堂。1899年四月在抚署东演武厅创立武备学堂。总办由安庆知府兼任，提调为谭学衡。招考聪敏健壮之举贡生监及文武候补、候选员弁与士绅子弟29名入学，内堂课程有养兵秘诀、步兵操典、枪之保存法、体操教范、数学、世界地理、卫生、测绘、战术、营垒、兵旗等;外场有步操、枪操、柔软体操、器械体操、行军、打靶、剑卫等。。由北洋大臣派北洋武備學堂军事教员2人、测绘教员1人来安徽执教，另有知府1人、州县佐2人管理校务。设汉文、算术、测量、绘图课程。修建造房，购置中国、西方图籍和仪器，用银一万数千两。
1902年校址迁北门外新敬敷书院内。
1904年安徽巡抚诚勋招募新军300余人，由武备学堂毕业生负责训练，称安庆武备练军学堂。1906年10月随全国军校体制改制，安徽武备学堂裁撤，改设安徽陆军小学堂、安徽陆军测绘学堂。安徽武备学堂共办5届，学制三年，每期名额40名。

## 校友
- 熊成基
- 柏文蔚
- 倪映典（1885-1910）：1904年考入安庆安徽武备学堂，1905年加入反清秘密团体“岳王会”。旋至南京改入江南陆师学堂炮兵科，兼习马术。毕业后充新军第九镇炮标队官并参加同盟会。1910年在广州率领第一标起义，遭水师提督李准袭击牺牲。民国成立，追认为陆军上将。
- 程恩普
- 范传甲
- 张劲夫,字恒久,时年28岁。